# David Hawkins
David Gregory Hawkins  (Washington, EE. UU.; 28 de octubre de 1982 (42 años)) es un exjugador de baloncesto estadounidense. Con 1.95 de estatura, su puesto natural en la cancha era el de alero.

## Trayectoria
- 2000-2004:  Universidad de Temple
- 2004-2005:  Nuova A.M.G. Sebastiani Basket Rieti
- 2005-2008:  Virtus Roma
- 2008-2009:  Olimpia Milano
- 2009-2010:  Mens Sana Siena
- 2010-2011:  Olimpia Milano
- 2011-2012:  Beşiktaş
- 2012-2013: Galatasaray

## Palmarés

### Mens Sana
Supercopa Italiana: 2009
Copa Italia: 2010
LEGA: 2010

### Beşiktaş
Copa de Turquía: 2012